# پایان‌نامه (فیلم)
پایان‌نامه یک فیلم ایرانی به کارگردانی حامد کلاهداری و تهیه‌کنندگی روح‌الله شمقدری و با بازی حامد کمیلی، بهاره افشاری، کامران تفتی، چکامه چمن‌ماه، نیما شاهرخ‌شاهی و با حضور داریوش ارجمند، محمدرضا شریفی‌نیا، احمد نجفی و جمشید هاشم‌پور محصول سال ۱۳۸۹ است. این فیلم به حوادث پس از انتخابات بحث‌برانگیز ریاست جمهوری ۲۲ خرداد ۱۳۸۸ می‌پردازد.

## خلاصه داستان
داستان این فیلم در مورد چهار دانشجو به نام‌های ترانه (چکامه چمن‌ماه)، آذر (بهاره افشاری)، کامی (محمدهادی دیباجی) و روزبه (حامد کمیلی) است که می‌خواهند به هر قیمتی پایان‌نامه‌ای را به استاد بهرامی (محمدرضا شریفی‌نیا) تحویل دهند. روزی این چهار نفر قصد دارند که امضایی پراهمیت از استادشان بگیرند؛ از این رو، او را تا خانه‌اش تعقیب می‌کنند و درمی‌یابند که استاد بهرامی در تشکیلاتی پنهان که هدفش برچیدن  جمهوری اسلامی ایران است، فعالیت می‌کند. سپس این چهار دانشجو هم وارد این ماجرا می‌شوند و می‌بایست خود را از این مخمصه برهانند.

## حاشیه‌های پیرامون بازیگران فیلم
ابتدا شایع شد بازیگر اصلی فیلم لیلا اوتادی است و در نقش ندا آقاسلطان بازی می‌کند. تنها سه ساعت پس از اعلام خبر بازی لیلا اوتادی در نقش ندا، خبرگزاری فارس، در گفت‌وگویی با لیلا اوتادی این خبر را تکذیب کرد. او اخباری را که دربارهٔ بازی‌اش در فیلم پایان‌نامه در نقش ندا آقاسلطان منتشر شده بود، کذب محض خواند. تنها ساعتی پس از انتشار این خبر اعتراض مخالفان در شبکه‌های اجتماعی مانند فیس‌بوک و بالاترین آغاز شد. صفحه مخالفان لیلا اوتادی در شبکه اجتماعی فیس بوک تنها در کمتر از هفت ساعت به سه هزار عضو رسید. جواد شمقدری، معاون سینمایی وزیر ارشاد، در مورد خبر ساخت فیلمی دربارهٔ ندا آقاسلطان گفت داستان پایان‌نامه را خوانده و ربطی به موضوع ندا آقاسلطان ندارد. امیر آقایی نیز که قرار بود در این فیلم بازی کند به دلیل تغییر نسخه اولیه فیلم‌نامه از بازی در این فیلم انصراف داد. نام هانیه توسلی، سارا خویینی‌ها، مازیار باقری، سعیده حمیدی، سروش حائری و علی نجفی نیز به عنوان بازیگران این فیلم اعلام شد که آنان نیز از بازی در پایان‌نامه خودداری کردند.
حامد کمیلی بازیگر این فیلم نیز در یک برنامه رادیویی به گویندگی رضا رشیدپور در دی ماه ۱۳۹۰، بابت بازی کردن در این فیلم عذرخواهی کرد. رشیدپور در این برنامه خطاب به کمیلی گفت: حامد جان منظورت فیلم پایان‌نامه بود؟ کمیلی در پاسخ گفت:آقای رشید پور مردم ما اینقدر آگاه هستند که نیاز به توضیح اضافه نباشه. باز هم ازشون معذرت میخوام. او پیش از این در برنامه هفت با مجری‌گری فریدون جیرانی نیز عذرخواهی کرده بود.
بهاره افشاری نیز که از سال بعد از اکران این فیلم به مدت سه سال در سینما ممنوع الکار شده بود در این مورد می‌گوید: چطور من می‌توانم روبروی مردمی بایستم که مرا بهاره افشاری کرده‌اند. او گفت ابتدا به عنوان یک فیلم پلیسی اکشن ساده با او قرارداد بسته شده و بعد برای خروج از فیلم مجبور بوده هشتاد میلیون خسارت بدهد که تمایلی به انجام این کار نداشته‌است. او گفت پلان‌هایی بوده که بیست بار اشتباه بازی کرده و در نهایت مجبور به تن دادن به بازی شده‌است. شمقدری در پاسخ به افشاری گفت که در قرارداد وی پرداخت چنین خسارتی صحت ندارد و امیرآقایی نیر که پس از چند روز فیلمبرداری از ادامه کار انصراف داد تاکنون خسارتی پرداخت نکرده‌است. این در حالی است که آقایی می‌گوید با شکایت شمقدری به خاطر بازی نکردن در آن فیلم دو سال و نیم خانه‌نشین شده‌است.

## فروش
پایان‌نامه در روزهای ابتدایی اکران عمومی خود با شکست تجاری مواجه شد. همچنین، شرکت پخش‌کننده فیلم جهت جذب مخاطب، اقدام به توزیع گسترده بن‌های تخفیف ۵۰ درصدی در سطح شهر تهران نمود.
روزنامه بانی فیلم آمار فروش این فیلم را بر اساس گزارش سینماها در ۴ روز اول تنها هفت میلیون تومان عنوان کرده‌ است. پخش‌کننده پایان‌نامه از اعلام هر گونه آماری دربارهٔ میزان فروش این فیلم خودداری کرده‌ است.
روح‌الله شمقدری تهیه‌کننده پایان‌نامه در خصوص آمار فروش فیلم و استقبال مخاطبان از فیلم پایان‌نامه گفت: «بعد از گذشت ۱۰ روز اول اکران که به خاطر مسائل مختلفی از قبیل کمبود سالن و تبلیغات منفی که عده‌ای علیه این فیلم راه انداخته بودند، خوشبختانه با کارهای تبلیغاتی که ما کردیم از قبیل توزیع بلیت‌های نیم بهای سینما و دادن جوایز و همچنین پخش شدن تیزر، فیلم به فروش خوبی دست پیدا کرده و استقبال خوبی از پایان‌نامه در حال جریان است.»
شمقدری که از روند فروش فیلمش طی هفته گذشته راضی بود، در خصوص این استقبال گفت: «این فروش خوب در حالی است که طبق آماری که به ما داده‌اند تا امروز (سه‌شنبه) فروش فیلم از رقم ناامیده کننده ۱۰ روز اول به رقمی نزدیک به ۲۵۰ میلیون تومان طی این روزها رسیده و فروش روزانه ما در حال حاضر از فیلم جرم بیشتر شده‌ است.»

## نقد و بررسی
پایان‌نامه برای اولین بار در بیست و نهمین جشنوارهٔ فیلم فجر در بهمن ۱۳۸۹ نمایش داده شد. این فیلم در یک نظرسنجی میان منتقدان سینمایی به عنوان «بدترین فیلم سال» انتخاب شد. سایت پرده سینما این فیلم را فیلمی شکست خورده در تبلیغ محتوایش می‌داند و از آن به جای فیلمی تبلیغی، به عنوان فیلمی ضد تبلیغ یاد می‌کند.

## واکنش‌ها
به گزارش صدای آمریکا، درهنگام نمایش فیلم در جشنواره فجر، حاضران در سالن پخش، به استهزاء و هو کردن فیلم پرداختند و در صحنه‌ای از فیلم که حامد کلاهداری در نقش یک راننده آژانس به همراهانش می‌گوید: «حالا ما یک گهی خوردیم» تماشاگران شروع به تشویق کردند.
محمد حسینی وزیر فرهنگ و ارشاد اسلامی (در دولت دهم)، در اظهار نظری اعلام کرد هو کنندگان این فیلم درجشنواره فجر اغتشاشگر بوده‌اند.
روح‌الله شمقدری تهیه‌کننده پایان‌نامه افزود: وقتی یک سری افراد نگاه فاشیستی داشته باشند، این نگاه به کجا می‌انجامد؟ به جایی می‌رسد که هیچ حرفی مخالف نگاه و دیدگاه آن‌ها از هیچ حلقی بیرون نیاید. این نگاه به صورت جدی پشت مخالفان فیلم پایان‌نامه بود. حتی با اینکه خیلی‌ها نمی‌دانستند فیلم‌نامه چی هست، وارد این جریان شدند.